# Waylon Jennings
 (août 2023).
Si vous disposez d'ouvrages ou d'articles de référence ou si vous connaissez des sites web de qualité traitant du thème abordé ici, merci de compléter l'article en donnant les références utiles à sa vérifiabilité et en les liant à la section « Notes et références ».
Waylon Alvin Jennings, né Waylon Arnold Jennings le 15 juin 1937 à Littlefield (Texas) et  mort le 13 février 2002 à Chandler (Arizona), est un chanteur de musique country américain.
Ancien bassiste de Buddy Holly, il devient, durant les années 1970, l'un des fondateurs de la Country Outlaw, dont il sera l'un des plus célèbres représentants, avec Merle Haggard, Willie Nelson, ou Johnny Cash.
En 1985, il rejoint le supergroupe The Highwaymen.
Waylon Jennings enregistre plus de quarante-cinq albums studio.
Il fait son entrée au Country Music Hall of Fame en 2001, il meurt l'année suivante à la suite de complications dues au diabète le 13 février 2002.

## Biographie
Waylon Arnold Jennings, né le 15 juin 1937 à Littlefield, au Texas, et décédé le 13 février 2002 à Chandler, en Arizona, était un chanteur, auteur-compositeur, musicien et acteur américain. Considéré comme l'un des pionniers du mouvement "outlaw" dans la musique country, il a marqué l'industrie musicale par son style distinctif et sa volonté de s'affranchir des normes établies.
Jeunesse et débuts
Dès l'âge de huit ans, Jennings apprend à jouer de la guitare et, à quatorze ans, il se produit sur la station de radio locale KVOW. Il forme ensuite son premier groupe, les Texas Longhorns. À seize ans, il quitte le lycée pour se consacrer entièrement à la musique, travaillant comme animateur radio et musicien dans diverses stations au Texas et en Arizona. 
Collaboration avec Buddy Holly
En 1958, Buddy Holly organise la première session d'enregistrement de Jennings et l'engage comme bassiste pour sa tournée "Winter Dance Party". Jennings échappe de justesse à la tragédie de 1959, renonçant à la dernière minute à sa place dans l'avion qui s'est écrasé, tuant Holly, J.P. "The Big Bopper" Richardson et Ritchie Valens. 
Carrière solo et mouvement "outlaw"
Après une période de pause, Jennings forme les Waylors en Arizona et devient le groupe résident du club "JD's" à Tempe. Signant avec RCA Victor en 1965, il obtient un plus grand contrôle créatif en 1972, ce qui conduit à la sortie d'albums acclamés tels que "Lonesome, On'ry and Mean" et "Honky Tonk Heroes". Dans les années 1970, aux côtés de Willie Nelson, Tompall Glaser et Jessi Colter, il enregistre "Wanted! The Outlaws", le premier album de country certifié platine. Son album "Ol' Waylon" inclut le succès "Luckenbach, Texas". 
Les Highwaymen et collaborations
Dans les années 1980, Jennings rejoint le supergroupe The Highwaymen avec Willie Nelson, Johnny Cash et Kris Kristofferson, produisant trois albums entre 1985 et 1995. Leur chanson "Highwayman" atteint le sommet des classements country. 
Vie personnelle et héritage
Jennings a lutté contre une dépendance à la cocaïne, qu'il surmonte en 1984. En 2001, il est intronisé au Country Music Hall of Fame. Il meurt en 2002 des suites de complications liées au diabète. Son influence perdure, ayant inspiré de nombreux artistes et contribué à façonner le son de la musique country moderne.

## Discographie

### Albums studio
- 1964 - JD's
- 1966 – Folk-Country
- 1966 – Leavin' Town
- 1966 – Nashville Rebel (soundtrack)
- 1967 – Waylon Sings Ol' Harlan
- 1967 – Love of the Common People
- 1967 – The One and Only
- 1968 – Hangin' On
- 1968 – Only the Greatest
- 1968 – Jewels
- 1969 – Just to Satisfy You
- 1970 – Waylon
- 1970 – Don't Think Twice
- 1970 – Ned Kelly (soundtrack)
- 1970 – Singer of Sad Songs
- 1971 – The Taker/Tulsa
- 1972 – Good Hearted Woman
- 1972 - Storms Never Last
- 1972 – Ladies Love Outlaws
- 1973 – Lonesome, On'ry and Mean
- 1973 – Honky Tonk Heroes
- 1974 – This Time
- 1974 – The Ramblin' Man
- 1975 – Dreaming My Dreams
- 1976 – Mackintosh & T.J. (soundtrack)
- 1976 – Are You Ready for the Country
- 1976 – Waylon Live
- 1977 – Ol' Waylon
- 1978 – I've Always Been Crazy
- 1979 – What Goes Around Comes Around
- 1980 – Music Man
- 1982 – Black on Black
- 1983 – It's Only Rock and Roll
- 1983 – Waylon and Company
- 1984 – Never Could Toe the Mark
- 1985 – Turn the Page
- 1986 – Sweet Mother Texas
- 1986 – Will the Wolf Survive
- 1987 – Hangin' Tough
- 1987 – A Man Called Hoss
- 1988 – Clyde
- 1990 – The Eagle
- 1992 – Too Dumb for New York City, Too Ugly for L.A.
- 1992 – Ol' Waylon Sings Ol' Hank
- 1993 – Cowboys, Sisters, Rascals & Dirt
- 1994 – Waymore's Blues (Part II)
- 1996 – Right for the Time
- 1998 – Closing in on the Fire
- 2000 - Restless Kid Live - Live at JD's
- 2003 - Waylon Live: The Expanded Edition
- 2006 – Live from Austin, TX
- 2006 - Waylon Sings Hank Williams (compilation)
- 2007 - Never Say Die: The Complete Final Concert (Waylon Jennings et The Waymore Blues Band)
- 2012 - Goin' Down Rockin' : The Last Recordings

### Compilations
- 1970 – The Best of Waylon Jennings
- 1972 – Storms  Never Last
- 1973 – Ruby, Don't Take Your Love to Town
- 1973 – Only Daddy That'll Walk the Line
- 1979 – Greatest Hits
- 1984 – Waylon's Greatest Hits, Volume 2
- 1985 – The Collector's Series
- 1985 - The Waylon Files, Vol 1-15
- 1986 – The Best of Waylon
- 1989 – The Early Years
- 1989 – New Classic Waylon
- 1993 – Waylon Jennings - The RCA Years - Only Daddy That'll Walk the Line
- 1996 – The Essential Waylon Jennings
- 1996 – Super Hits 1
- 1998 – Super Hits 2
- 2000 – 20th Century Masters - The Millennium Collection: The Best of Waylon Jennings
- 2004 - The Complete MCA Recordings
- 2006 – Nashville Rebel (four-disc box)
- 2007 – The Essential Waylon Jennings

### Avec Willie Nelson
- 1978 - Waylon and Willie
- 1982 - WWII
- 1983 - Take It to the Limit
- 1991 – Clean Shirt
- 1999 – Waylon  Willie Hits

### Avec The Highwaymen (Willie Nelson, Kris Kristofferson, Johnny Cash)
- 1985 – Highwayman
- 1990 – Highwayman 2
- 1995 – The Road Goes on Forever
- 1999 – Super Hits
- 2005 – The Road Goes on Forever (réédition)

### Autres collaborations
- 1969 – Country-Folk (Waylon Jennings et The Kimberlys)
- 1976 – Wanted! The Outlaws (Waylon Jennings, Willie Nelson, Jessi Colter et Tompall Glaser)
- 1982 – Leather and Lace (Waylon Jennings et Jessi Colter)
- 1985 - Old Ways (Waylon Jennings et Neil Young)
- 1986 – Heroes (Waylon Jennings et Johnny Cash)
- 1998 - Old Dogs (Waylon Jennings, Bobby Bare, Jerry Reed, Mel Tillis)
- 1999 - Honky Tonk Heroes  (Willie Nelson, Waylon Jennings, Kris Kristofferson et Billy Joe Shaver)
- 2004 - The Crickets and Their Buddies (Waylon Jennings, The Crickets et artistes variés)

### Reprises par d'autres artistes
- 2007 - Dreaming Waylon's Dreams (reprise intégrale de l'album "Dreaming My Dreams" de 1975) by Chuck Prophet, with J.J. Wiesler, Mark Pistel, Stephanie Finch

## Récompenses
| Year | Award                                                             | Awards                                                     |
| ---- | ----------------------------------------------------------------- | ---------------------------------------------------------- |
| 2007 | Cliffie Stone Pioneer Award                                       | Academy of Country Music                                   |
| 2007 | Lifetime Achievement Award                                        | Nashville Songwriter's Festival                            |
| 2006 | Inducted to Hollywood's RockWall                                  | Hollywood's RockWall                                       |
| 2003 | Ranked #5                                                         | CMT's 40 meilleurs artistes masculin de la musique country |
| 2001 | Élu Country Music Hall of Fame                                    | Country Music Hall of Fame                                 |
| 1985 | Single de l'année                                                 | Academy of Country Music                                   |
| 1978 | Best Country Performance by a Duo or Group with Vocal             | Grammy                                                     |
| 1976 | Album de l'année                                                  | Country Music Awards                                       |
| 1976 | Single de l'année                                                 | Country Music Awards                                       |
| 1976 | Duo musical country de l'année                                    | Country Music Awards                                       |
| 1975 | Chanteur masculin de l'année                                      | Country Music Awards                                       |
| 1969 | Grammy Award de la meilleure performance en duo ou avec un groupe | Grammy                                                     |

### Filmographie
- 1984 : Shérif, fais-moi peur (The Dukes of Hazzard) (série TV) (saison 7, épisode 2 "Le musée de Waylon Jennings") : Lui-même
- 1986 : Stagecoach  : Hatfield
- 1994 : Mariés deux enfants (série TV) (Saison 8, épisode 23) : Les 9 commandements d’Al Bundy : Hans tête en fer
- 1994 :  Maverick : Un Joueur
- 1999 : La Chevauchée des Héros : Tobey Naylor
- 2000 : La Loi du fugitif (Saison 1, épisode 15) : En Route pour l'enfer (Road to hell) : John Murdocca